# Deutschlandsender Kultur

Logo von DS Kultur

Der Deutschlandsender Kultur (kurz DS Kultur) war ein Hörfunkprogramm, das unmittelbar nach der Wende aus zwei Radioprogrammen des Rundfunks der DDR hervorging. Es sendete vom 16. Juni 1990 bis zum 31. Dezember 1993 aus dem Funkhaus Nalepastraße in Berlin.

## Geschichte
Die Entscheidung für den Deutschlandsender Kultur war in der Wendezeit am Runden Tisch gefallen. Deutschlandsender (bis Februar 1990 „Stimme der DDR“) und Radio DDR II wurden am 16. Juni 1990 zu DS Kultur zusammengelegt, um die Frequenzen von Radio DDR II ab Juli komplett den fünf neuen Landesprogrammen zur Verfügung stellen zu können und so die Regionalisierung des Rundfunks in der DDR auszuweiten.
Chefredakteurin von DS Kultur wurde die Berliner Journalistin Monika Künzel, die seit 1983 in der Kulturredaktion des Berliner Rundfunks tätig war. Ihr Stellvertreter war bis Ende 1991 Stefan Amzoll, seit 1977 Musikredakteur bei Radio DDR II. Künzel standen anfangs 140 Mitarbeiter zur Verfügung. Sie selbst bezeichnete bei einer Pressekonferenz kurz nach dem Start des Senders dessen Zukunft zurückhaltend als „nicht hoffnungslos“. DS Kultur sendete aus dem Block A des Funkhauses. Im Studio K 2 wurden Sondersendungen für Langwelle produziert, im Studio K 13 fanden später die Gespräche des runden Tischs statt.
Nach der Wiedervereinigung am 3. Oktober 1990 wurde DS Kultur wie auch die anderen Programme des DDR-Rundfunks bis Ende 1991 von den ostdeutschen Bundesländern unter dem Dach der Einrichtung nach Art. 36 Einigungsvertrag fortgeführt. Im Juli 1991 fassten die Ministerpräsidenten aller Bundesländer einen Grundsatzbeschluss über „eine Einrichtung zur Veranstaltung nationalen Hörfunks“ in Trägerschaft von ARD und ZDF, in die die Programme von Deutschlandfunk (bisher Bundesanstalt), RIAS (seit der Wiedervereinigung Bundeseinrichtung, zuvor Einrichtung der United States Information Agency; Programmdirektor Siegfried Buschschlüter) und DS Kultur eingehen sollten.
Während die anderen Programme des ehemaligen DDR-Rundfunks Anfang 1992 auf die Landesrundfunkanstalten MDR, ORB bzw. NDR übergingen oder im Falle des Berliner Rundfunks privatisiert wurden, fand sich für DS Kultur eine weitere Übergangslösung, nämlich die Fortführung unter dem Dach von ARD (insbesondere SFB) und ZDF (als Arbeitgeber). Allerdings gingen die sächsischen UKW-Frequenzen von DS Kultur an den Deutschlandfunk. Nach dem Ende des vom MDR bis Mai 1993 fortgesetzten DT64 war DS Kultur das letzte Programm des ehemaligen DDR-Rundfunks.
Im Juni 1993 wurden von den Ländern der Staatsvertrag über die Körperschaft des öffentlichen Rechts „Deutschlandradio“ und unter Beteiligung des Bundes der Hörfunk-Überleitungsstaatsvertrag unterzeichnet. Letzterer sah einen Stellenübergang von Deutschlandfunk und RIAS auf die neue Körperschaft Deutschlandradio und übrigens auch den Übergang von Klangkörpern des RIAS und des ehemaligen DDR-Rundfunks auf die Rundfunk-Orchester und -Chöre gGmbH vor, nicht aber die gesetzliche Übernahme von Beschäftigten des ZDF, die bei DS Kultur tätig waren.
Mit Inkrafttreten der beiden Staatsverträge zum 1. Januar 1994 bildeten DS Kultur und RIAS DeutschlandRadio Berlin (umbenannt 2005 in Deutschlandradio Kultur, 2017 in Deutschlandfunk Kultur) mit Sitz im Funkhaus des ehemaligen RIAS.

## Programmschema
August 1990, werktags
00:05 Klassik zur Nacht (Titelübernahme von DDR II)
05:05 Klassisch aufstehen
08:05 Aus Politik und Gesellschaft
08:30 Das Konzert
10:10 Kontrovers zum Thema
11:00 Feature/Musik (Wdh. vom Vortag 17:00)
12:10 Tafelmusik
13:05 Aus Politik und Gesellschaft
13:30 Continuum (Titelübernahme von DDR II)
15:05 Opernmusik
16:05 Hörspiel/Feature
17:00 Feature/Musik
18:05 Aus Politik und Gesellschaft
18:30 Stunde der Klassik (Titelübernahme von DDR II)
19:30 Wissenschafts-/Literatur-/Sozial-Journal
20:05 Während der Theaterferien
22:15 Viertel nach zehn
23:05 Zeitgenössische Musik
Ostseewetterbericht auf LW 177 kHz: 3:45, 5:50, 11:50, 17:50, 23:50

## Audio
- Thomas Gaevert: Sendeschluss oder Neustart? – Vom Ende der DDR und der Neuordnung des Rundfunks (SWR2, 11. November 2020, Dauer: 55 Minuten; Manuskript)
- Bettina Schmieding: Die Wiedervereinigung im Kleinen – Vor 25 Jahren: Gründung von Deutschlandradio (DLF, 17. Juni 2018, Dauer: 19 Minuten; Manuskript)